# Emulator
En emulator är en mjukvara avsett för att efterlikna funktionen av annan hårdvara eller mjukvara. Mest vanligt är mjukvara för PC som används för att efterlikna annan mjukvara.
I professionella sammanhang använder man ofta emulatorer för att testa hårdvara eller program för hårdvara, då hårdvaran ännu inte existerar, är för dyr eller sällsynt för att kunna användas för all testning eller är för anspråkslös för att kunna erbjuda ett gott gränssnitt för testningen.
Emulatorer används också då system används långt efter att tillverkningen av hårdvaran systemet är planerat för har upphört. Ett klassiskt exempel är IBM:s stordatorer och 3270-terminaler.
I hobbykretsar är emulatorer för gamla hemdatorer och spelkonsoler vanliga, till exempel för Commodore 64 och DOS-datorer och det finns till och med emulatorer för gamla mini- och stordatorer.
Ibland behövs inte en egentlig emulator, utan det räcker med olika specialarrangemang för att tillåta körande av gamla program. Till denna kategori kan man räkna kommandotolken ("DOS-prompten") för vissa Windows-versioner, som gjordes kompatibel med DOS som operativsystem, Wine, som styr systemanrop till olika POSIX-funktioner istället för de avsedda Windows-funktionerna och av kompatibilitetsorsaker kvarlämnade gamla systemanrop, som i praktiken omkodas till de modernare varianterna. Ifråga om Wine är kompatibilitetsarrangemangen så omfattande att termen emulator kan vara berättigad.

## Olika typer av emulatorer
- Arkadspelsemulatorer
- TV-spelsemulatorer
- Hårdvaruemulatorer

## Exempel på emulatorer
- CCS64
- Dolphin
- Dosbox
- KiGB
- MAME
- Microsoft Virtual PC
- Project64
- Mupen64
- ePSXe
- PCSX2
- Snes9x
- Softmac
- Oracle VM VirtualBox
- Terminalemulatorer
- TuxBoy
- UAE
- VICE
- Vmac
- VM Ware
- Wine
- Yabause
- Zsnes